# 만초고택
만초고택(晩樵古宅)은 경상북도 안동시 임하면에 있다. 2014년 4월 3일 안동시의 문화유산 제95호로 지정되었다.